# デニス・ヤルツェフ
デニス・ヤルツェフ（Denis Iartcev 1990年9月18日- ）はロシア出身の柔道選手。階級は73kg級。

## 人物
2010年から2年連続でU23ヨーロッパ選手権の73kg級で3位になると、2011年のユニバーシアードでは優勝した。2013年の世界団体決勝ではグルジアに敗れて2位になると、グランドスラム・東京では3位となった。2014年にはグランドスラム・チュメニで優勝した。地元ロシアで開催された世界団体の決勝では日本チームと対戦すると、大統領のウラジーミル・プーチンが見守るなか世界チャンピオンの大野将平に逆転勝ちしたものの、他の選手が敗れてチームは2位にとどまった。2015年には世界ランキング上位選手が集まるワールドマスターズで優勝を飾った。2016年にはグランドスラム・パリで2位、ワールドマスターズでは3位になった。2016年リオデジャネイロオリンピックでは準々決勝でベルギーのディルク・バンティヘルトに有効で敗れると、敗者復活戦でもジョージアのラシャ・シャフダトゥアシビリに合技で敗れて7位に終わった。2017年のグランプリ・デュッセルドルフでは優勝した。2019年の世界選手権では準決勝でオリンピックチャンピオンとなった大野に合技で敗れて3位だった。2021年の東京オリンピックには出場できなかった。

## 主な戦績
- 2009年 - 世界ジュニア 7位 66kg級
- 2010年 - U23ヨーロッパ選手権 3位
- 2011年 - ユニバーシアード 優勝
- 2011年 - U23ヨーロッパ選手権 3位
- 2013年 - ヨーロッパオープン・ブカレスト 優勝
- 2013年 - グランドスラム・モスクワ 2位
- 2013年 - 世界団体 2位
- 2013年 - グランドスラム・東京 3位
- 2014年 - グランドスラム・チュメニ 優勝
- 2014年 - 世界団体 2位
- 2015年 - ワールドマスターズ 優勝
- 2016年 - グランドスラム・パリ 2位
- 2016年 - ヨーロッパ選手権 5位
- 2016年 - ワールドマスターズ 3位
- 2016年 - リオデジャネイロオリンピック 7位
- 2016年 - グランドスラム・東京 7位
- 2017年 - グランプリ・デュッセルドルフ 優勝
- 2017年 - グランプリ・フフホト 3位
- 2018年 - グランプリ・カンクン 2位
- 2019年 - グランプリ・マラケシュ 優勝
- 2019年 - グランプリ・トビリシ 3位
- 2019年 - グランプリ・ザグレブ 3位
- 2019年 - 世界選手権 3位

(出典、JudoInside.com)